# 鋼鐵愛國者
鋼鐵愛國者（英語：Iron Patriot），是一套出現在漫威漫畫的虛構動力裝甲。曾有多名角色使用過該套裝甲。該裝甲被認為是結合了鋼鐵人的裝甲和美國隊長的愛國精神之象徵。

## 由來
在《秘密入侵》事件後，由於時任神盾局局長東尼·史塔克未能解決史克魯爾人入侵地球的事件而只好黯然下台，取代他的則是在上述事件中立下大功的“綠惡魔”諾曼·奧斯朋。
奧斯朋在將神盾局改組為天錘局時同時亦查封了當時是神盾局總部的史塔克大樓內的裝備，東尼留下的鋼鐵人動力服就這樣落入其手中。
奧斯朋為了讓世人認為自己是復仇者聯盟的正式繼承人而把這些動力服改成星條旗塗裝並由自己穿上這些動力服來開始他行使保護世界和平的使命。

## 能力
由於是採用鋼鐵人的動力服所改造，所以鋼鐵愛國者的性能其實和鋼鐵人的動力裝甲沒有太大差異。
不過由於對諾曼不信任，東尼在離開前對這些裝甲動了手腳，例如無法正常啟動裝甲上的電弧反應爐，致使諾曼只能採用其他動力源來替代，所以在動力上不及鋼鐵裝。
在武裝上則和一般的鋼鐵裝沒有太大分別，例如飛行能力、超人的力量和耐力、能量衝擊波和小型導彈等武器都應有盡有。

## 其他媒體

### 電影
- 漫威電影宇宙
  - 《鋼鐵人3》（2013年）：與原作不同，在電影中是戰爭機器的二型裝甲，並由鋼鐵人的好友詹姆斯·羅德所使用，但曾被絕境戰士奪走，拿去挾持美國總統，在電影接近結尾時被綁架的總統被套在鋼鐵愛國者中吊掛在石油平台上[1]。
  - 《復仇者聯盟：終局之戰》（2019年）：在與薩諾斯軍團決戰時，羅德穿著鋼鐵愛國者二型裝甲作戰。

### 動畫
- 在迪士尼XD頻道播放的漫威動畫中，有使用到漫威電影宇宙版本配色的鋼鐵愛國者裝甲[2][3]。
  - 《終極蜘蛛人》

### 遊戲
- 《MARVEL未來之戰》：鋼鐵愛國者為綠惡魔的一款制服；電影《鋼鐵人3》版本的鋼鐵愛國者亦為戰爭機器的制服之一。